# Kyleakin

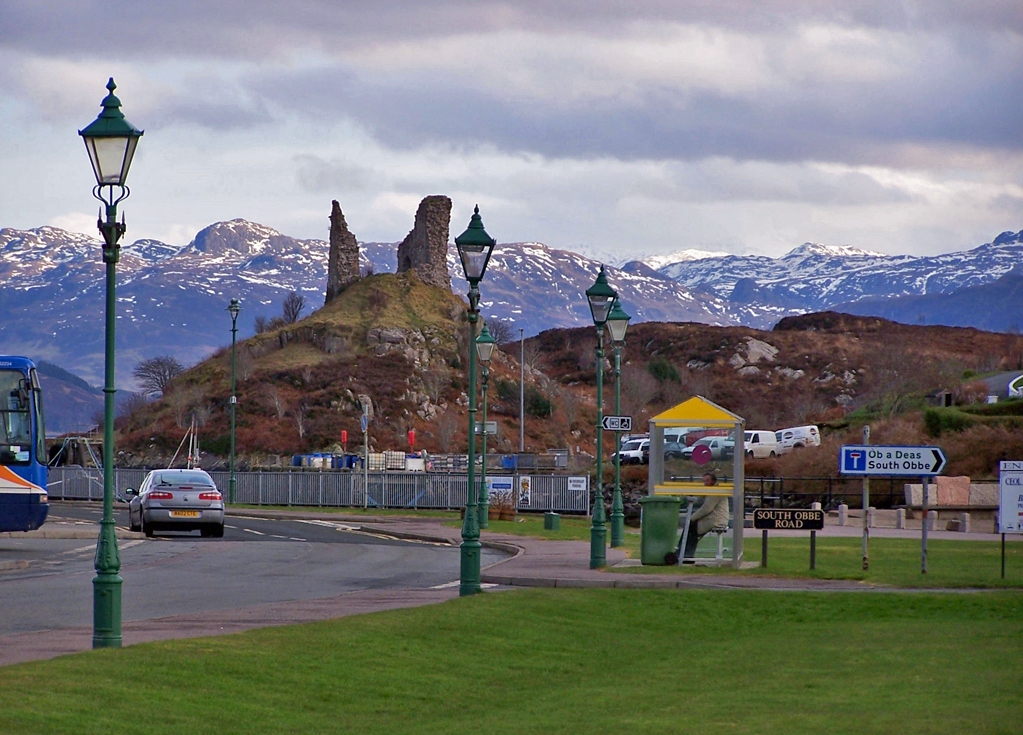
Veduta del villaggio di Kyleakin con il Caisteal Maol

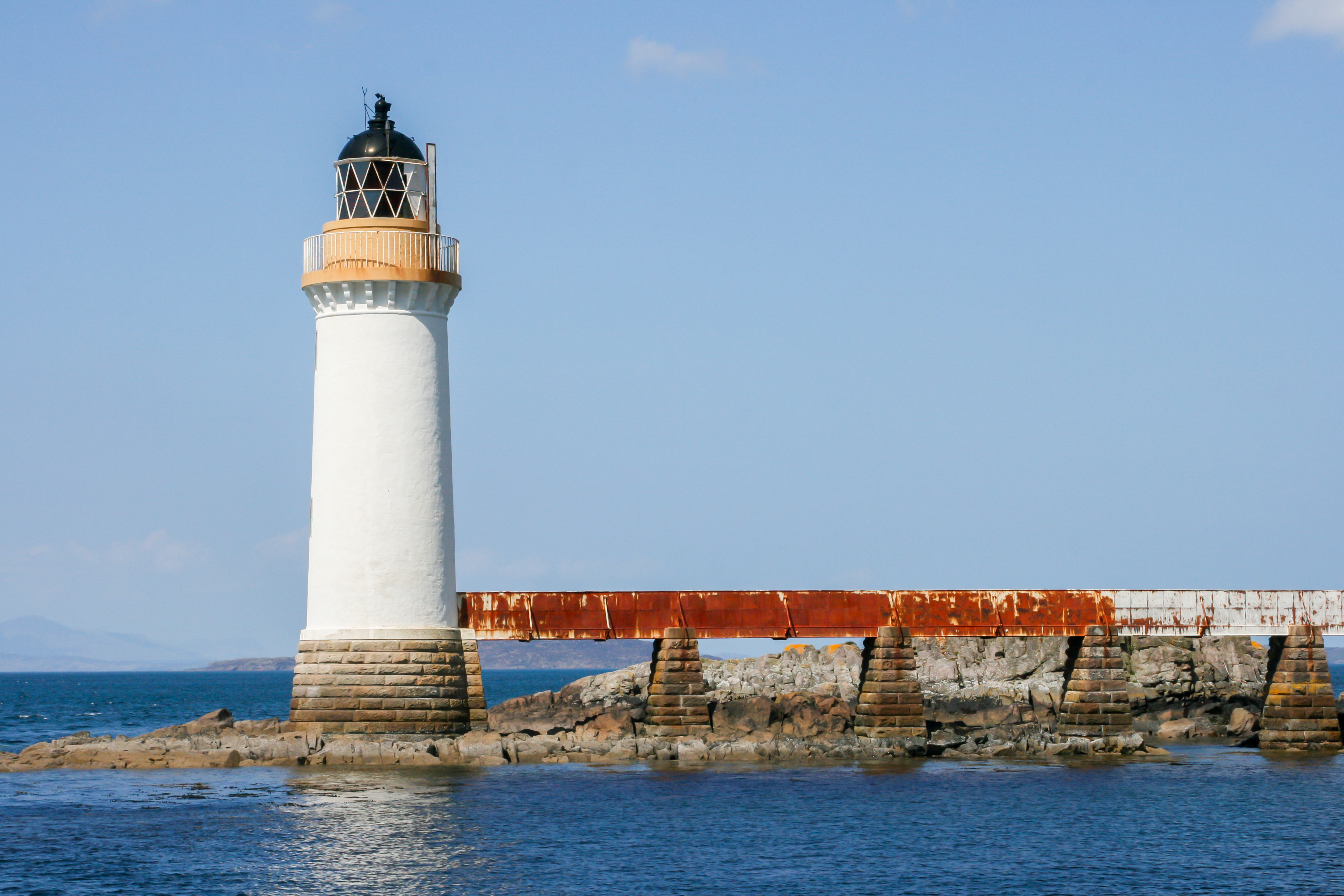
Il faro di Kyleakin

Kyleakin (altre ortografie: Kyle-Akin e Kyle Akin; in gaelico scozzese: Caol Àcain) è uno dei principali villaggi dell'isola scozzese di Skye (Ebridi Interne): situato lungo la costa orientale dell'isola, rappresenta il punto d'arrivo a Skye attraverso lo Skye Bridge che la collega a Kyle of Lochalsh.

## Geografia fisica
Kyleakin si trova di fronte a Eilean Bàn e tra le località di Kyle of Lochalsh e Broadford, situate rispettivamente 7 miglia a nord-est e 8 miglia ad ovest/sud-ovest.

## Origini del nome
Il toponimo Kyleakin significa letteralmente "stretto (kyle) di Haakon", in ricordo della spedizione di re Haakon IV di Norvegia contro gli Scozzesi del 1263.

## Storia
Il villaggio venne fondato dal terzo Lord Macdonald.
Nel 1811, fu intrapreso un progetto urbanistico che conferì al villaggio l'aspetto architettonico attuale.
Nel 1996 venne inaugurato lo Skye Bridge, che collega la località alla terraferma. In precedenza, la località era collegata a Kyle of Lochalsh via traghetto.

## Monumenti e luoghi d'interesse

### Architetture militari

#### Caisteal Maol
Tra i principali edifici di Kyleakin, figura il Caisteal Maol o Dunakin Castle, un castello in rovina risalente al XIV secolo. Il castello sostituì un castello preesistente, che secondo la leggenda, sarebbe stato la dimora di una principessa norvegese chiamata "Saucy Mary".
L'edificio subì due crolli nel 1949 e nel 1989.

### Architetture civili

#### Faro di Kyleakin
Altro edificio d'interesse è il faro di Kyleakin (Kyleakin Lighthouse), costruito nel 1857  su progetto di David e Thomas Stevenson.